# Slöta-Karleby församling
Slöta-Karleby församling är en församling i Falköpings pastorat i Falköpings och Hökensås kontrakt i Skara stift. Församlingen ligger i Falköpings kommun i Västra Götalands län.

## Administrativ historik
Församlingen bildades 1 januari 2010 genom en sammanslagning av Slöta och Karleby församlingar och ingår sedan dess i Falköpings pastorat.

## Kyrkor
- Slöta kyrka
- Karleby kyrka